# Avaš (reka)
Reka Avaš (oromsko Awaash, Hawaas, amharsko ዐዋሽ, afarsko Hawaash We'ayot, somalsko Webiga Dir) je glavna reka v Etiopiji. Njen tok je v celoti znotraj meja Etiopije in se izliva v verigo med seboj povezanih jezer, ki se začnejo z jezerom Gargori in končajo z jezerom Abbe (ali Abhe Bad) na meji z Džibutijem, približno 100 kilometrov od voda zaliva Taddžoura. Je glavni tok endoreičnega drenažnega bazena, ki pokriva dele regij Amhara, Oromia in Somali, pa tudi južno polovico regije Afar.
Dolina reke Avaš (in še posebej Srednji Avaš) je mednarodno znana po visoki gostoti fosilov človečnjakov, ki ponuja neprimerljiv vpogled v zgodnjo evolucijo ljudi. Lucy, eden najbolj znanih zgodnjih fosilov hominina, je bil odkrit v spodnji dolini Avaš. Zaradi paleontološkega in antropološkega pomena je bila spodnja dolina Avaš leta 1980 vpisana na Unescov seznam svetovne dediščine.

## Potek
Avaš izvira južno od gore Varqe, zahodno od Adis Abebe v woredi Dandi, blizu mesta Ginči, Zahodna Šewa Zone, Oromia. Ko vstopi v dno Velikega tektonskega jarka, Avaš teče proti jugu, da zavije okoli gore Zukuala v vzhodni in nato proti severovzhodni smeri, preden vstopi v rezervoar Koka. Tam se voda uporablja za namakanje nasadov sladkornega trsa. Dolvodno teče Avaš mimo mesta Adama in narodnega parka Avaš. Nato se ji na levem bregu pridruži njen glavni pritok, reka Germama (ali Kasam), preden zavije proti severovzhodu na približno 11° S 40° 30' V daleč proti severu do 12°, preden se obrne povsem proti vzhodu in doseže jezero Gargori.
Glede na materiale, ki jih je objavila Etiopska centralna statistična agencija, je reka Avaš dolga 1200 kilometrov. Frank Richardson Cana v članku Encyclopædia Britannica Elevent Edition Abyssinia opisuje njen srednji del kot »obilen potok, širok skoraj 200 čevljev [61 metrov] in globok 4 čevlje [1,2 metra] v sušnem obdobju in med poplavami, ki narastejo za 50 oz. 60 čevljev [15 ali 18 metrov] nad mejo nizke vode, s čimer so poplavljene ravnine za veliko milj vzdolž obeh njenih bregov.«
Drugi pritoki Avaša so (po vrstnem redu gorvodno): reke Logija, Mile, Borkana, Ataje, Havadi, Kabena in Durkham. Mesta ob njenem toku so Metehara, Avaš, Gevane in Asaita.

## Paleontologija
Ljudje živijo v dolini reke Avaš skoraj od začetka vrste. V srednjem toku reke Avaš so našli številne predčloveške ostanke hominida. Ostanki, najdeni v dolini reke Avaš, izvirajo iz poznega miocena, pliocena in zgodnjega pleistocena (pred približno 5,6–2,5 milijoni let) in vključujejo fosile številnih avstralopitekov, vključno z Lucy, najbolj znanim posameznim avstralopitekom. Drugi izumrli hominidi, odkriti na mestu, so Homo erectus in Ardipithecus.

## Zgodovina
Dolina reke Avaš od približno 9° S dolvodno je tradicionalno domovanje ljudstva Afar in ljudstva Issa. Dolina reke Avaš je bila vključena kot del Fatagar, Ifat in Ševa.
Po Huntingfordu je bila reka Avaš v 16. stoletju imenovana velika reka Dir in je ležala v državi muslimanov.
Prvi Evropejec, ki je izsledil tok reke Avaš do konca v oazi Ausa, je bil Wilfred Thesiger leta 1933/1934, ki je začel v mestu Avaš, sledil toku reke do končnega konca v jezeru Abhebad in nadaljeval svojo ekspedicijo proti vzhodu. do Taddžoura. (Raziskovalec L. M. Nesbitt je leta 1928 sledil deloma toka Avaš, je pri Asaiti zavil stran od reke in nadaljeval proti severu skozi depresijo Afar do Rdečega morja.)
Leta 1960 je bil jez Koka dokončan čez reko Avaš na točki približno 75 kilometrov od Adis Abebe. Z odprtjem je postal pomemben vir hidroelektrične energije na tem območju. Nastalo sladkovodno jezero, jezero Gelila (znano tudi kot rezervoar Koka), ima površino približno 180 kvadratnih kilometrov. Tako jezero kot jez sta ogrožena zaradi naraščajoče usedline.
Mednarodna banka Avaš je poimenovana po reki Avaš.

## Podnebje
Na podnebje porečja reke Avaš večinoma vpliva gibanje medtropskega konvergenčnega območja (ITCZ). Med svojim premikanjem proti severu marca/aprila in umikom proti jugu ITCZ ustvari dve deževni sezoni, krajšo okoli marca ('Belg') in daljšo med junijem in septembrom ('Kiremt'), ki delno spadata v eno daljšo deževno sezono. Deževna sezona je bimodalna proti vzhodni Etiopiji in skoraj unimodalna proti zahodni Etiopiji. Čas med oktobrom in marcem je sušno obdobje, imenovano 'Bega'. V riftni dolini prevladujejo polsuhe do suhe razmere. Nasprotno pa v visokogorju delno pade več kot 1600 milimetrov padavin v približno šest mesecev na leto.

## Hidrologija
Napajanje podzemne vode se giblje med vrednostmi, ki presegajo 350 milimetrov na leto v zgornjem višavju in brez polnjenja na dnu riftne doline. Podzemna voda se v glavnem polni na pobočjih in v visokogorju nad 1900 m nadmorske višine, kjer je letna količina padavin višja od 1000 milimetrov. Lokalizirano ponovno polnjenje majhnega obsega naj bi se dogajalo tudi na bokih vulkanov v tektonskem jarku. Umetno obnavljanje podzemne vode se nadaljuje v namakanih nasadih v dolini. Napajanje zaradi izgub rečnih kanalov in preko infiltracije iz jezer igra pomembno vlogo v glavnem etiopskem tektonskem jarku in v južnem Afarju.

## Ekologija
Večina porečja reke Avaš je del ekoregije etiopskih gorskih gozdov. Na visokih nadmorskih višinah prevladujejo etiopska gorska travišča in gozdovi ter etiopska gorska barja. Ekoregija grmičevja in goščav Somali Acacia-Commiphora zavzema nizke vzpetine v dolini.
Vegetacija kotline ima močan antropogeni vpliv. V celotnem zgornjem in osrednjem porečju reke Avaš so še vedno jasno vidni ostanki različnih vrst savan. Razprostirajo se od trnatih savan v spodnji dolini, grmovnih, travnatih in odprtih savan nad 800 m ter gozdnatih savan na pobočjih in v visokogorju. Gozdarstvo v porečju reke Avaš skoraj ne obstaja, z nekaj izjemami majhnih nasadov evkalipta. Zunaj narodnega parka Avaš so bile odprte in gozdnate savane skoraj v celoti obdelane s pridelki. To še posebej velja za vse terase. Tako je razpršena drevesna odeja ostala podobna prvotnemu stanju savan, travnato plast pa so nadomestili posevki. Samo najvišje nadmorske višine še vedno kažejo povezane gozdove. Delno pogozdovanje je bilo izvedeno na neobdelovalnih nadmorskih višinah s sekundarnimi iglastimi gozdovi. Gojene poljščine so (endemične) tef, koruza, sirek, fižol in zelenjava. Pašnikov skoraj ni, kjer je možno poljedelstvo. Živina se pase na robovih njiv in ob cestah ter na strmih brežinah. To je eden od glavnih razlogov za erozijo, saj je vegetacija delno uničena. Paša na strniščih je običajna praksa v porečju.

## Živalstvo
Spodnja dolina reke Avaš je eden zadnjih rezervatov za afriškega divjega osla. Sesalec je zdaj izumrl v narodnem parku Jangudi Rasa, vendar ga še vedno najdemo v sosednjem rezervatu divjih živali Mille-Serdo. Druge velike živali, ki izvirajo na tem območju, so bajza, Soemmeringova gazela (Nanger soemmerringii), Dorcas gazela (Gazella dorcas), gerenuk (Litocranius walleri) in Grevyjeva zebra (Equus grevyi). V reki živijo tudi krokodili.